# Cordia molundensis
Cordia molundensis là loài thực vật có hoa trong họ Mồ hôi. Loài này được Mildbr. mô tả khoa học đầu tiên năm 1922.